# ニューヨーク映画批評家協会賞 主演女優賞
ニューヨーク映画批評家協会賞 主演女優賞は、ニューヨーク映画批評家協会によって、優れた映画女優に贈られる賞のひとつである。

## 受賞者

### 1930年代
| 年              | 受賞者                   | 作品名                 | 役名                           |
| --------------- | ------------------------ | ---------------------- | ------------------------------ |
| 1935年（第1回） | グレタ・ガルボ           | 『アンナ・カレニナ』   | アンナ・カレニナ               |
| 1936年（第2回） | ルイーゼ・ライナー       | 『巨星ジーグフェルド』 | Anna Held                      |
| 1937年（第3回） | グレタ・ガルボ           | 『椿姫』               | マルグリット・ゴーティエ       |
| 1938年（第4回） | マーガレット・サラヴァン | 『三人の仲間』         | パトリシア・"パット"・ホルマン |
| 1939年（第5回） | ヴィヴィアン・リー       | 『風と共に去りぬ』     | スカーレット・オハラ           |

### 1940年代
| 年               | 受賞者                       | 作品名                           | 役名                                   |
| ---------------- | ---------------------------- | -------------------------------- | -------------------------------------- |
| 1940年（第6回）  | キャサリン・ヘプバーン       | 『フィラデルフィア物語』         | トレイシー                             |
| 1941年（第7回）  | ジョーン・フォンテイン       | 『断崖』                         | リナ・マクレイドロウ                   |
| 1942年（第8回）  | アグネス・ムーアヘッド       | 『偉大なるアンバーソン家の人々』 | ファニー                               |
| 1943年（第9回）  | アイダ・ルピノ               | 『虚栄の花』                     | ヘレン                                 |
| 1944年（第10回） | タルーラ・バンクヘッド       | 『救命艇』                       | コニー                                 |
| 1945年（第11回） | イングリッド・バーグマン     | 『聖メリーの鐘』                 | メリー・ベネディクト                   |
| 1945年（第11回） | イングリッド・バーグマン     | 『白い恐怖』                     | コンスタンス・ピーターソン             |
| 1946年（第12回） | セリア・ジョンソン           | 『逢びき』                       | ローラ                                 |
| 1947年（第13回） | デボラ・カー                 | 『黒水仙』                       | シスター・クローダー                   |
| 1947年（第13回） | デボラ・カー                 | I See a Dark Stranger            | Bridie Quilty                          |
| 1948年（第14回） | オリヴィア・デ・ハヴィランド | 『蛇の穴』                       | ヴァージニア・スチュアート・カニンガム |
| 1949年（第15回） | オリヴィア・デ・ハヴィランド | 『女相続人』                     | キャサリン・スローパー                 |

### 1950年代
| 年               | 受賞者                   | 作品名                 | 役名                        |
| ---------------- | ------------------------ | ---------------------- | --------------------------- |
| 1950年（第16回） | ベティ・デイヴィス       | 『イヴの総て』         | マーゴ                      |
| 1951年（第17回） | ヴィヴィアン・リー       | 『欲望という名の電車』 | ブランチ                    |
| 1952年（第18回） | シャーリー・ブース       | 『愛しのシバよ帰れ』   | ローラ                      |
| 1953年（第19回） | オードリー・ヘプバーン   | 『ローマの休日』       | アン王女                    |
| 1954年（第20回） | グレイス・ケリー         | 『喝采』               | ジョージー                  |
| 1954年（第20回） | グレイス・ケリー         | 『裏窓』               | リザ・フレモント            |
| 1954年（第20回） | グレイス・ケリー         | 『ダイヤルMを廻せ!』   | マーゴ                      |
| 1955年（第21回） | アンナ・マニャーニ       | 『バラの刺青』         | セラフィナ                  |
| 1956年（第22回） | イングリッド・バーグマン | 『追想』               | アンナ・コレフ/アナスタシア |
| 1957年（第23回） | デボラ・カー             | 『白い砂』             | シスター・アンジェラ        |
| 1958年（第24回） | スーザン・ヘイワード     | 『私は死にたくない』   | バーバラ・グラハム          |
| 1959年（第25回） | オードリー・ヘプバーン   | 『尼僧物語』           | ガブリエル                  |

### 1960年代
| 年               | 受賞者                             | 作品名                                 | 役名                               |
| ---------------- | ---------------------------------- | -------------------------------------- | ---------------------------------- |
| 1960年（第26回） | デボラ・カー                       | 『サンダウナーズ』                     | アイダ・カーモディ                 |
| 1961年（第27回） | ソフィア・ローレン                 | 『ふたりの女』                         | チェジラ                           |
| 1962年（第28回） | 新聞社ストライキのため受賞者なし。 | 新聞社ストライキのため受賞者なし。     | 新聞社ストライキのため受賞者なし。 |
| 1963年（第29回） | パトリシア・ニール                 | 『ハッド』                             | アルマ・ブラウン                   |
| 1964年（第30回） | キム・スタンレー                   | 『雨の午後の降霊祭』                   | マイラ・サヴェージ                 |
| 1965年（第31回） | ジュリー・クリスティ               | 『ダーリング』                         | ディアナ・スコット                 |
| 1966年（第32回） | リン・レッドグレイヴ               | 『ジョージー・ガール』                 | ジョージー                         |
| 1966年（第32回） | エリザベス・テイラー               | 『バージニア・ウルフなんかこわくない』 | マーサ                             |
| 1967年（第33回） | イーディス・エヴァンス             | 『哀愁の旅路』                         | マギー・ロス                       |
| 1968年（第34回） | ジョアン・ウッドワード             | 『レーチェル レーチェル』              | レイチェル・キャメロン             |
| 1969年（第35回） | ジェーン・フォンダ                 | 『ひとりぼっちの青春』                 | グロリア                           |

### 1970年代
| 年               | 受賞者                   | 作品名                       | 役名               |
| ---------------- | ------------------------ | ---------------------------- | ------------------ |
| 1970年（第36回） | グレンダ・ジャクソン     | 『恋する女たち』             | Gudrun Brangwen    |
| 1971年（第37回） | ジェーン・フォンダ       | 『コールガール』             | ブリー・ダニエルス |
| 1972年（第38回） | リヴ・ウルマン           | 『叫びとささやき』           | マリア             |
| 1973年（第39回） | ジョアン・ウッドワード   | Summer Wishes, Winter Dreams | リタ               |
| 1974年（第40回） | リヴ・ウルマン           | 『ある結婚の風景』           | マリアン           |
| 1975年（第41回） | イザベル・アジャーニ     | 『アデルの恋の物語』         | アデル・ユゴー     |
| 1976年（第42回） | リヴ・ウルマン           | 『鏡の中の女』               | ジェニー           |
| 1977年（第43回） | ダイアン・キートン       | 『アニー・ホール』           | アニー・ホール     |
| 1978年（第44回） | イングリッド・バーグマン | 『秋のソナタ』               | シャーロット       |
| 1979年（第45回） | サリー・フィールド       | 『ノーマ・レイ』             | ノーマ・レイ       |

### 1980年代
| 年               | 受賞者                 | 作品名                                          | 役名                            |
| ---------------- | ---------------------- | ----------------------------------------------- | ------------------------------- |
| 1980年（第46回） | シシー・スペイセク     | 『歌え!ロレッタ愛のために』                     | ロレッタ・リン                  |
| 1981年（第47回） | グレンダ・ジャクソン   | 『スティービー』                                | スティーヴィー・スミス          |
| 1982年（第48回） | メリル・ストリープ     | 『ソフィーの選択』                              | ソフィー                        |
| 1983年（第49回） | シャーリー・マクレーン | 『愛と追憶の日々』                              | オーロラ・グリーンウェイ        |
| 1984年（第50回） | ペギー・アシュクロフト | 『インドへの道』                                | ミセス・ムーア                  |
| 1985年（第51回） | ノルマ・アレアンドロ   | 『オフィシャル・ストーリー』                    | アリシア                        |
| 1986年（第52回） | シシー・スペイセク     | 『ロンリー・ハート』                            | レベッカ（"ベイブ"/"ベッキー"） |
| 1987年（第53回） | ホリー・ハンター       | 『ブロードキャスト・ニュース』                  | ジェーン・クレイグ              |
| 1988年（第54回） | メリル・ストリープ     | A Cry in the Dark                               | Lindy Chamberlain               |
| 1989年（第55回） | ミシェル・ファイファー | 『恋のゆくえ/ファビュラス・ベイカー・ボーイズ』 | スージー・ダイアモンド          |

### 1990年代
| 年               | 受賞者                         | 作品名                        | 役名                                      |
| ---------------- | ------------------------------ | ----------------------------- | ----------------------------------------- |
| 1990年（第56回） | ジョアン・ウッドワード         | 『ミスター&ミセス・ブリッジ』 | インディア・ブリッジ                      |
| 1991年（第57回） | ジョディ・フォスター           | 『羊たちの沈黙』              | クラリス・スターリング                    |
| 1992年（第58回） | エマ・トンプソン               | 『ハワーズ・エンド』          | マーガレット（メグ）                      |
| 1993年（第59回） | ホリー・ハンター               | 『ピアノ・レッスン』          | エイダ・マクグラス                        |
| 1994年（第60回） | リンダ・フィオレンティーノ     | 『甘い毒』                    | ブリジット・グレゴリー/ウェンディ・クロイ |
| 1995年（第61回） | ジェニファー・ジェイソン・リー | 『ジョージア』                | サディ                                    |
| 1996年（第62回） | エミリー・ワトソン             | 『奇跡の海』                  | ベス・マクニール                          |
| 1997年（第63回） | ジュリー・クリスティ           | 『アフターグロウ』            | フィリス・マン                            |
| 1998年（第64回） | キャメロン・ディアス           | 『メリーに首ったけ』          | メリー                                    |
| 1999年（第65回） | ヒラリー・スワンク             | 『ボーイズ・ドント・クライ』  | ブランドン・ティーナ                      |

### 2000年代
| 年               | 受賞者                   | 作品名                                 | 役名                   |
| ---------------- | ------------------------ | -------------------------------------- | ---------------------- |
| 2000年（第66回） | ローラ・リニー           | 『ユー・キャン・カウント・オン・ミー』 | サマンサ・プレスコット |
| 2001年（第67回） | シシー・スペイセク       | 『イン・ザ・ベッドルーム』             | ルース・ファウラー     |
| 2002年（第68回） | ダイアン・レイン         | 『運命の女』                           | コニー                 |
| 2003年（第69回） | ホープ・デイヴィス       | 『アメリカン・スプレンダー』           | ジョイス・ブラブナー   |
| 2003年（第69回） | ホープ・デイヴィス       | The Secret Lives of Dentists           | ダナ・ハースト         |
| 2004年（第70回） | イメルダ・スタウントン   | 『ヴェラ・ドレイク』                   | ヴェラ・ドレイク       |
| 2005年（第71回） | リース・ウィザースプーン | 『ウォーク・ザ・ライン/君につづく道』  | ジューン・カーター     |
| 2006年（第72回） | ヘレン・ミレン           | 『クィーン』                           | エリザベス2世          |
| 2007年（第73回） | ジュリー・クリスティ     | 『アウェイ・フロム・ハー君を想う』     | フィオーナ             |
| 2008年（第74回） | サリー・ホーキンス       | 『ハッピー・ゴー・ラッキー』           | ポピー                 |
| 2009年（第75回） | メリル・ストリープ       | 『ジュリー&ジュリア』                  | ジュリア・チャイルド   |

### 2010年代
| 年                | 受賞者                 | 作品名                                  | 役名                                           |
| ----------------- | ---------------------- | --------------------------------------- | ---------------------------------------------- |
| 2010年（第76回）  | アネット・ベニング     | 『キッズ・オールライト』                | ニック                                         |
| 2011年（第77回）  | メリル・ストリープ     | 『マーガレット・サッチャー 鉄の女の涙』 | マーガレット・サッチャー                       |
| 2012年（第78回）  | レイチェル・ワイズ     | 『愛情は深い海の如く』                  | ヘスター                                       |
| 2013年 （第79回） | ケイト・ブランシェット | 『ブルージャスミン』                    | ジャネット・フランシス                         |
| 2014年 （第80回） | マリオン・コティヤール | 『エヴァの告白』                        | エヴァ・シブルスカ                             |
| 2014年 （第80回） | マリオン・コティヤール | 『サンドラの週末』                      | サンドラ・ビア                                 |
| 2015年 （第81回） | シアーシャ・ローナン   | 『ブルックリン』                        | エイリス・レイシー                             |
| 2016年 （第82回） | イザベル・ユペール     | 『エル ELLE』                           | ミシェル・ルブラン                             |
| 2016年 （第82回） | イザベル・ユペール     | 『未来よ こんにちは』                   | ナタリー                                       |
| 2017年 （第83回） | シアーシャ・ローナン   | 『レディ・バード』                      | クリスティン・マクファーソン（レディ・バード） |
| 2018年 （第84回） | レジーナ・ホール       | 『サポート・ザ・ガールズ』              | リサ・コンロイ                                 |
| 2019年 （第85回） | ルピタ・ニョンゴ       | 『アス』                                | アデレード・ウィルソン / レッド                |

### 2020年代
| 年               | 受賞者                   | 作品名                                 | 役名                       |
| ---------------- | ------------------------ | -------------------------------------- | -------------------------- |
| 2020年（第86回） | シドニー・フラニガン     | 『17歳の瞳に映る世界』                 | オータム・キャラハン       |
| 2021年（第87回） | レディー・ガガ           | 『ハウス・オブ・グッチ』               | パトリツィア・レッジアーニ |
| 2022年（第88回） | ケイト・ブランシェット   | 『TAR/ター』                           | リディア・ター             |
| 2023年（第89回） | リリー・グラッドストーン | 『キラーズ・オブ・ザ・フラワームーン』 | モーリー・バークハート     |